# Lowndes megye (Georgia)
Lowndes megye az Amerikai Egyesült Államokban, azon belül Georgia államban található. Megyeszékhelye és legnagyobb városa Valdosta. Lakosainak száma 118 251 fő (2020. április 1.). Lowndes megye Berrien, Lanier, Echols, Hamilton, Madison, Brooks és Cook megyékkel határos.

## Népesség
A megye népességének változása:
| Lakosok száma | 109 702 | 111 832 | 114 638 | 112 916 | 112 865 | 118 251 |
|               | 2010    | 2011    | 2012    | 2013    | 2015    | 2020    |